# Artur Camolas
Artur Camolas, de son nom complet Artur Augusto Camolas Júnior, est un footballeur portugais né le 15 mars 1904 et mort à une date inconnue. Il évoluait au poste de gardien de but.

## Biographie

### En club
Artur Camolas jouant durant toute sa carrière au Vitória Setúbal de 1926 à 1931,.

### En équipe nationale
International portugais, il reçoit quatre sélections en équipe du Portugal entre 1927 et 1931, toutes dans le cadre d'amicaux.
Il dispute son premier match contre la France le 16 mars 1927 (victoire 4-0 à Lisbonne).
Son deuxième match a lieu contre l'Espagne le 30 novembre 1930 (défaite 0-1 à Porto).
Il dispute ses deux derniers matchs le 12 avril 1931 contre l'Italie (défaite 0-2 à Porto) et le 31 mai 1931 contre la Belgique (victoire 3-2 à Lisbonne).